# Polygonatum chingshuishanianum
Polygonatum chingshuishanianum là một loài thực vật có hoa trong họ Măng tây. Loài này được S.S.Ying miêu tả khoa học đầu tiên năm 1988.